# Donald Stockton
Donald Stockton   (Montreal, 22 de febrer de 1904 - Montreal, 16 de juny de 1978) va ser un lluitador quebequès, especialista en lluita lliure, que va competir durant les dècades de 1920 i 1930.
Durant la seva carrera esportiva va disputar tres edicions dels Jocs Olímpics. El 1924, a París, queda eliminat en semifinals de la competició del pes wèlter del programa de lluita lliure. Quatre anys més tard, als Jocs d'Amsterdam, guanyà la medalla de plata en la categoria del pes mitjà del programa de lluita lliure, mentre que el 1932, als Jocs de Los Angeles, quedà eliminat en segona ronda de la competicicó del pes mitjà.
Posteriorment lluità com a professional. El 1953 fou incorporat al Canadian Olympic Hall of Fame, el 1975 al Canadian Amateur Wrestling Hall of Fame i el 2016 al Quebec Sports Hall of Fame.